# Klubbfjärden

Klubbfjärden är en fjärd i Östra Mälaren och en viktig farled från Mälaren in mot Stockholm.

## Beskrivning
Klubbfjärden ligger mellan Hägersten i söder och Smedslätten i norr och sträcker sig mellan Klubbensborg i väst och Stora Essingen i öst. Största bredd är cirka 300 meter och största djup cirka 35 meter. Vid Klubbfjärden ligger bostadsområdet Hägerstenshamnen och de båda vikarna Vinterviken och Mörtviken. De största öarna är Lindholmen med historiskt värdefull bebyggelse och Rotholmen som är obebyggd.
Förleden Klubb härrör från ordet klubb eller klubbe som finns i namn på holmar, skär och uddar. "Klubben" är en benämning som förekom för att beteckna ett mindre berg eller höjd som är ett tydligt landmärke. På halvön Klubbensborg har det funnits krogrörelse sedan 1700-talet. Då gick en av de stora vintervägarna på Klubbfjärdens is till och från Stockholm. Krogen bestod av själva krogstugan och ett brygghus, det är de båda röda stugorna ("Lilla krogen" och "Fader Höks krog") som fortfarande finns kvar vid stranden.